# Университет 9 септември
„Девети септември“ (на турски: Dokuz Eylül Üniversitesi, DEÜ), или „9 септември“, е университет в Измир, Турция.
Открит е на 20 юли 1982 г. Наименуван е по събитията в заключителната фаза на Гръцко-турската война (1919 – 1922). Турската армия влиза победоносно в Измир на 9 септември 1922 г. и датата се отбелязва като ден на освобождението на града.
Университетът членува в Мрежата на балканските университети (Balkan Universities Network, BaUnAs). През учебната 2019-2020 година преподавателите са 2809 души, които обучават общо 70 282 студенти. Ректор на университета е проф. д-р Нюкхет Хотар (Nükhet Hotar).

## Факултети
Университетът има общо 15 факултета, разположени в 10 кампуса.
1. Факултет по педагогика
2. Факултет по литература
3. Факултет по приложни науки
4. Факултет по изобразително изкуство
5. Морски факултет
6. Инженерен факултет
7. Факултет по право
8. Факултет по икономика и управление
9. Факултет по богословие
10. Факултет по бизнес
11. Факултет по архитектура
12. Факултет по медицина
13. Факултет по сестринство
14. Факултет по туризъм
15. Факултет по здравни науки

## Възпитаници
Някои от най-известните възпитаници на университета са:
- Зафер Илкен (р. 1960), ректор на Измирския технологичен институт
- Семих Капланоглу (р. 1963), сценарист, режисьор, продуцент
- Вахиде Перчин (р. 1965), телевизионна и киноактриса
- Сестри (Дидем и Синем) Балък (р. 1974), оперни певици
- Бетюз Джемре Йълдъз (р. 1989), шахматистка, гросмайсторка